# Saint-Avold
Saint-Avold (Duits: Sankt Avold) is een gemeente in het Franse departement Moselle (regio Grand Est). De plaats maakt deel uit van het arrondissement Forbach-Boulay-Moselle. De gemeente telde 14.828 inwoners op 1 januari 2022.

## Geschiedenis
Aan het begin van de 8e eeuw werd een oratorium gesticht door Sigisbaud, bisschop van Metz. Onder zijn opvolger Chrodegang werd dit een benedictijner abdij. Hij schonk relieken van de heilige Nabor aan deze abdij. De Sint-Naborabdij werd befaamd voor haar scriptorium.
De plaats ontwikkelde zich bij de abdij. Saint-Nabor werd vanaf de 14e eeuw een belangrijke marktplaats waar verschillende gilden gevestigd waren. In 1327 werd begonnen met de bouw van een stadsmuur. De plaats kreeg stadsrechten die in 1580 werden gecodificeerd. Saint-Nabor kreeg ook een hospitaal dat door de abdij en de stad gezamenlijk werd beheerd.
Tussen het einde van de 16e eeuw en het begin van de 17e eeuw kende de stad een bloeitijd onder de hertogen van Lotharingen. De bevolking groeide, er kwam glasnijverheid en een klooster van benedictinessen. Saint-Nabor leed erg onder de Dertigjarige Oorlog. De stad werd verschillende keren bezet en de bevolking leed onder hongersnood en epidemieën. Een groot deel van de bevolking week uit naar het Rijnland en naar Luxemburg. De stad herstelde zich langzaam en in 1732 werd een nieuw stadhuis gebouwd. Ook de abdij werd heropgebouwd tussen 1720 en 1790.
Na de Franse Revolutie werd de abdij afgeschaft. De parochiekerk gewijd aan Sint-Pieter en Paulus werd verkocht en ontwijd en de voormalige abdijkerk deed voortaan dienst als parochiekerk.
Tot de 17e eeuw was de stad eentalig Duits. Pas in de loop van de 19e eeuw werd de stad tweetalig. De naam van de stad verbasterde via het Duitse Santerfor naar Saint-Avold. De industrialisering begon maar langzaam in de stad en de eerste helft van de 19e eeuw bracht geen voorspoed. De opening van de spoorweg naar Metz in 1851 bracht hierin verandering. In 1860 werd er een steenkoolmijn geopend. In de Duitse keizertijd was het stad een belangrijke garnizoensstad en was het een centrum van Die Junge Elsass, een schilderschool van het Duits expressionisme.
Na 1918 werd de stad terug Frans. Duitse inwoners werden gedwongen te vertrekken en het Duits werd geweerd uit het straatbeeld, scholen en het sociale leven. De stad bleef een garnizoensstad. De steenkoolmijnen trokken Poolse arbeiders aan en de cité Jeanne d’Arc werd gebouwd om hen te huisvesten.
Na de Tweede Wereldoorlog breidde de industrie zich verder uit. Er kwam een cokesfabriek, chemische industrie en een elektriciteitscentrale. Voor de groeiende bevolking werden nieuwe cités gebouwd: Wenheck, La Carrière, Emile Huchet en Arcadia. De verfransing zette zich verder.

## Geografie
De oppervlakte van Saint-Avold bedroeg op 1 januari 2022 35,48 vierkante kilometer; de bevolkingsdichtheid was toen 417,9 inwoners per km².
De onderstaande kaart toont de ligging van Saint-Avold met de belangrijkste infrastructuur en aangrenzende gemeenten.

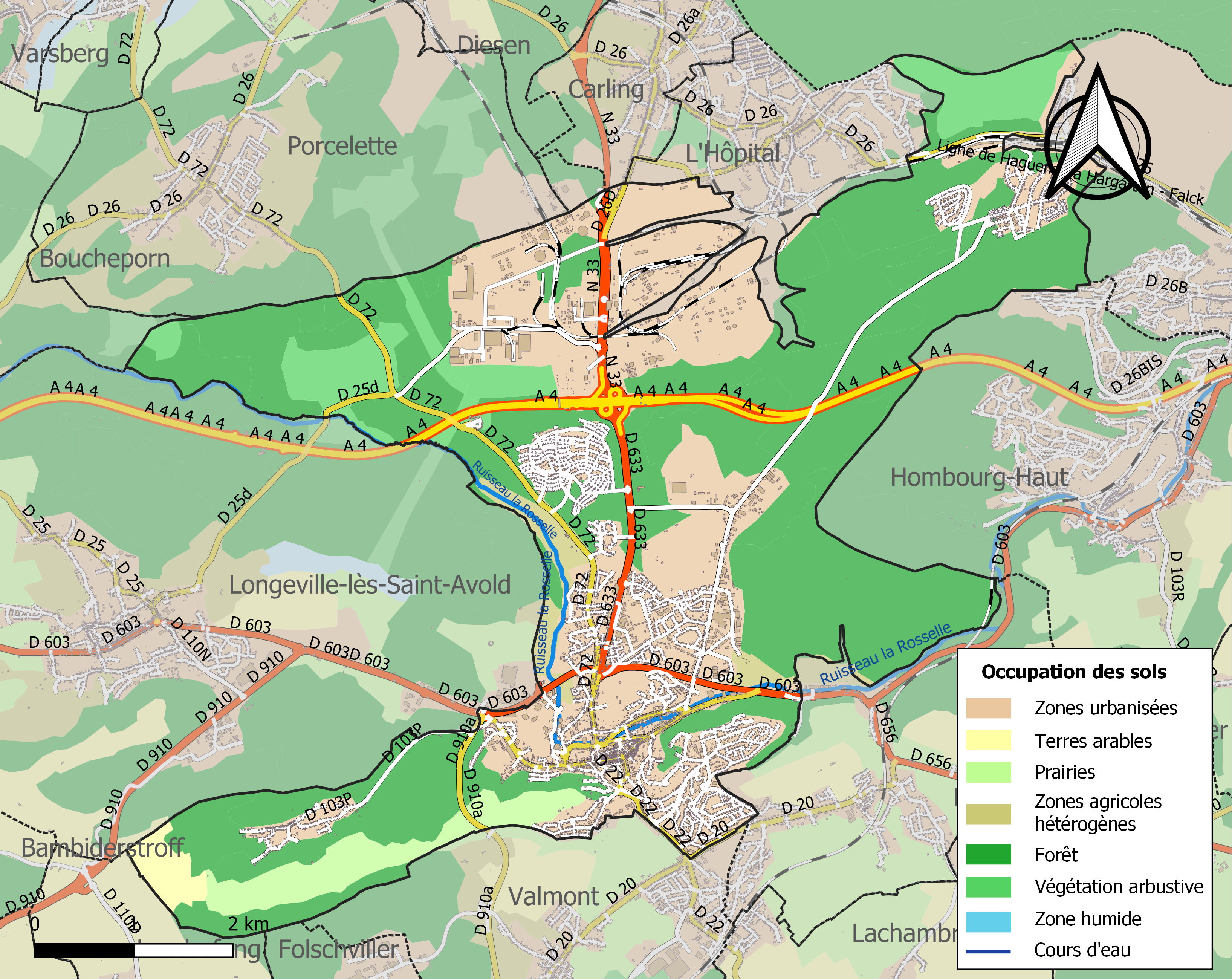

## Verkeer en vervoer
In de gemeente ligt spoorwegstation Saint-Avold.

## Demografie
Onderstaande figuur toont het verloop van het inwonertal (bron: INSEE-tellingen).

## Geboren
- Pierre Victor Braun (1825-1882), rooms-katholiek geestelijke en ordestichter
- Auguste Edouard Hirschauer (1857-1943), militair en senator
- Adrienne Thomas (1897-1980), schrijfster